# XK9 기관단총
XK9은 대우정밀에서 개발한 기관단총이다. 외형은 K7 기관단총과 비슷하지만 K7은 특수부대에서 사용하지만 K9는 일반적인 기관단총이기 때문에 용도가 다르다.

## K7과 비슷한 점
탄약은 모두 9mm 루거이다. 또한 용도 역시 기관단총이다.

## 변형
XK9C(XK10)로 XK9 에 비해 무게가  가볍고 전장이 더 짧으며 개머리판이 접힌다.

## 같이 보기
- K7 기관단총